# Utetes cheesmanae
Utetes cheesmanae är en stekelart som först beskrevs av Fischer 1966.  Utetes cheesmanae ingår i släktet Utetes och familjen bracksteklar. Inga underarter finns listade i Catalogue of Life.